# 馬高·柏達連奴
馬高·柏達連奴（英語：Marco Padalino，1983年12月8日—）是一名瑞士足球运动员，司职中場，目前效力意甲球队森多利亞。

## 連結
- Profile at National football teams （页面存档备份，存于）